# Église Saint-Gaëtan de Sienne
Pour les articles homonymes, voir Église Saint-Gaëtan.
L'église Saint-Gaëtan (Chiesa di San Gaetano di Thiene) est une petite église baroque dédiée à saint Gaëtan de Thiene, cofondateur des Théatins, située via dei Pispini à Sienne à son embranchement avec la via dell'Oliviera. Elle appartient à l'archidiocèse de Sienne.
L'église a été construite entre 1683 et 1700 pour l'une des contrade de la ville (la Nobile Contrada del Nicchio - de la « Coquille » - dont le musée est adjacent) dont elle est l'oratoire. Sa façade est ornée d'une grande coquille de stuc avec une Vierge à l'Enfant entourée de saints (probablement la Madonna del Forcone d'un édicule proche datant du XVIe siècle).
L'intérieur est orné d'œuvres picturales de Giuseppe Nicola Nasini et de son fils Apollonio.

## Sources
- (it) Cet article est partiellement ou en totalité issu de l’article de Wikipédia en italien intitulé « Chiesa di San Gaetano di Thiene » (voir la liste des auteurs).